# Use Your Illusion II
Use Your Illusion II er et album af Guns N' Roses som blev udgivet samtidig med albummet Use Your Illusion I den 17. september 1991.
Trackliste
1. Civil War
2. 14 Years
3. Yesterdays
4. Knockin On Heaven’s Door
5. Get In The Ring
6. Shotgun Blues
7. Breakdown
8. Pretty Tied Up
9. Locomotive
10. So Fine
11. Estranged
12. You Could Be Mine
13. Don’t Cry (Alt. Lyrics)
14. My World